# Prometheus Mensa
La Prometheus Mensa è una struttura geologica della superficie di Io.